# Trigonia (bivalve)
Pour les articles homonymes, voir Trigonia.
Genre
Trigonia est un genre éteint de mollusques bivalves protobranches de la famille des Trigoniidae.
Ce sont les premiers représentants de la famille à apparaître, au milieu du Trias. Les premiers spécimens européens (Trigonia costata Parkinson) datent du Jurassique inférieur (Toarcien) et ont été retrouvés à Sherborne, Dorset et Gundershofen, en Suisse.

## Description
Le genre Trigonia est le plus facilement identifiable parmi la famille des Trigoniidae, grâce à ses côtes prononcées le long de la partie avant de l'extérieur de la coquille. 